# Waldstetten (Baden-Württemberg)
Waldstetten è un comune tedesco di 7 231 abitanti situato nel land del Baden-Württemberg.